# Adrienne Zuiderweg
Adrienne Maria Zuiderweg (Amsterdam, 23 maart 1952) is een Nederlandse historica en literatuuronderzoekster. Zij is gespecialiseerd in de literatuur en cultuur van de Verenigde Oost-Indische Compagnie (VOC), de Nederlands-Indische literatuurgeschiedschrijving gerelateerd aan de Compagniesliteratuur, de Indisch-Nederlandse koloniale en postkoloniale literatuur, en Indisch en Apeldoorns erfgoed.

## Biografie

### Jeugd
Hoewel in Nederland geboren, heeft Adrienne Zuiderweg haar jeugd gedeeltelijk in Indië doorgebracht, totdat de toenmalige president Sukarno het Nederlandse bedrijfsleven onder Indonesisch gezag heeft gesteld. Tussen december 1957 en augustus 1958 hebben naar schatting 33.600 Nederlanders Indonesië moeten verlaten. Aanvankelijk werd de werkgever van haar vader ontzien, omdat die belangrijk was voor het geldverkeer met het buitenland, eerst moest zijn gezin Indonesië verlaten, maar hijzelf later ook.

### Opleiding

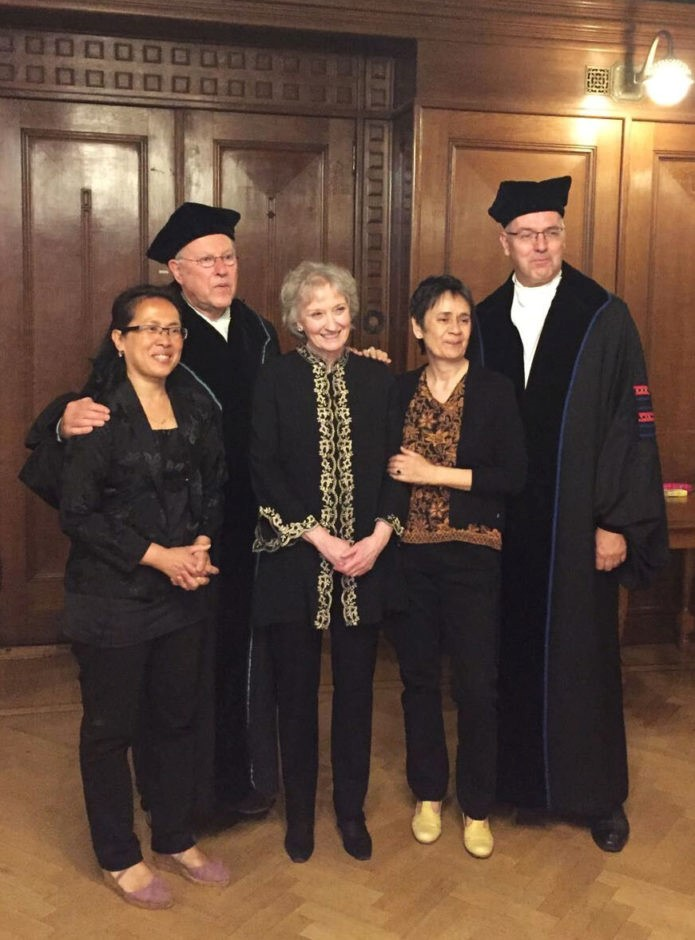
Bij de verdediging van Zuiderwegs proefschrift, Universiteit van Amsterdam, 16 juni 2017. Van links naar rechts paranimf Nell Pattij, prof. Bert Paasman, Adrienne Zuiderweg, paranimf Wilma Scheffers, prof. Michiel van Kempen

Na de MMS behaalde Adrienne Zuiderweg de aktes MO-A en MO-B Nederlandse taal- en letterkunde (respectievelijk Nutsopleiding Eindhoven 1981 en Centrale Opleidingscursussen voor Middelbare Acten (COCMA) Utrecht 1986). Haar MO-B scriptie was getiteld Paul François Roos (1751-1805) Schets van het plantaadjeleven, een hofdichter en zijn hofdicht. In 1989 studeerde ze af bij de vakgroep Historische Letterkunde, Universiteit van Amsterdam, met verzwaard hoofdvak Nieuwe Geschiedenis. Haar doctoraalscriptie Batavia, Koningin der koninkrijken. De volmaakte schoonheid in Oost-Indië schreef ze bij dr. A.N. Paasman.
Op 16 juni 2017 promoveerde Adrienne Zuiderweg op een proefschrift in twee delen, Batavia berijmd: Een geschiedenis van de Compagniesliteratuur en een overzicht van de Compagniesdichters in Batavia, promotoren prof.dr. M.H.G. van Kempen en prof.dr. A.N. Paasman.

### Werk
Adrienne Zuiderweg combineerde studie met werkzaamheden aan de Faculteit Wijsbegeerte en Maatschappijwetenschappen, Technische Universiteit Eindhoven (TUE) als secretaris van de vakgroepen Puberteits Psychologie Pedagogiek en Algemene Didaktiek, Sociologie en Filosofie en als hoofd Bureau Onderzoek van de Faculteit Wijsbegeerte en Maatschappijwetenschappen (1972-1992).
Zuiderweg was AIO (1992-1996) en gastonderzoeker (1996-1999) bij de vakgroep Historische Letterkunde van de vakgroep Neerlandistiek van de UvA. Ze werkte als onderwijscoördinator van het Huizinga Instituut (UvA) (1999-2001), opleidingscoördinator, beleidsmedewerker Onderwijsinstituut Neerlandistiek (UvA) (2001-2003) en studieadviseur Wijsbegeerte (UvA) (2003-2017).
Ze gaf werkgroepen achttiende-eeuwse letterkunde en begeleidde met haar promotor Bert Paasman afstudeerders in de koloniale en postkoloniale literatuur (1992-1999); zeventiende- en achttiende-eeuwse paleografie, cultuurgeschiedenis van de VOC, culturele en literaire geschiedenis van het zeventiende- en achttiende-eeuwse Batavia en bronnentaal (Erasmus Taalcentrum/Pusat Bahasa Belanda Erasmus Jakarta (1994 en 2005). In 2002 was ze docent werkwinkel/masterclass ‘De relatie tussen de Verenigde Oost-Indische Compagnie en Batavia’ aan de Universiteit van Stellenbosch (Zuid-Afrika). Ze geeft gastcolleges Compagniesliteratuur (2002, 2018-heden) en is gastonderzoeker Filosofie (UvA) (2018-heden).
Adrienne Zuiderweg was redactielid van het tijdschrift Indische Letteren, een uitgave van de Werkgroep Indische Letteren (2001-2015). Zij publiceert artikelen in verschillende tijdschriften en recensies en signalementen over Compagniesliteratuur en koloniale literatuur voor Literatuur; Tijdschrift over Nederlandse letterkunde, De Zeventiende Eeuw, Tijdschrift voor Nederlandse Taal- en Letterkunde, Neder-L; Elektronisch tijdschrift voor de neerlandistiek, Moesson en Bijdragen tot de Taal-, Land- en Volkenkunde.

### Stichting Indisch Erfgoed (SIE)
Adrienne Zuiderweg is secretaris van de Stichting Indisch Erfgoed en verzorgt de communicatie en pr (2000-heden). De Stichting, gevestigd te Apeldoorn, stelt zich ten doel de culturele erfenis van het voormalig Nederlands-Indië te behouden, bekendheid te geven aan en verder te ontwikkelen voor de huidige en volgende generaties. Generaties, die op een of andere wijze een band hebben met het Indische erfgoed, vooral voor degenen in Apeldoorn en omstreken, maar ook van elders. SIE onderhoudt contacten met zusterorganisaties van andere overzeese culturen die integreren in de Nederlandse samenleving. Daarnaast heeft de stichting zich in de afgelopen jaren ontwikkeld als een orgaan dat op verzoek adviseert bij allerlei vraagstukken die het Indische erfgoed aangaan.
Zuiderweg is tevens is coördinator van de Indische & Molukse Zomer in Apeldoorn 2020, georganiseerd door SIE en de Stichting Muhabbat.

### Themazondagen Bronbeek
Sinds 2006 organiseert Stichting Indisch Erfgoed, samen met Museum Bronbeek en de Stichting Klein Bronbeek de Themazondagen in het Reünie– en Congrescentrum Kumpulan op het Landgoed Bronbeek. Historici, wetenschappers, kunstenaars en schrijvers worden uitgenodigd voor een bijdrage over de historie, cultuur en literatuur van het voormalige Nederlands-Indië en het huidige Indonesië.
Zuiderweg is medeorganisator, regisseur, dagvoorzitter en publiceert de Nieuwsbrief Themazondagen Bronbeek (2006-heden).

### Stichting Erfgoedplatform Apeldoorn
Zuiderweg is ook actief bij het Erfgoedplatform Apeldoorn (EPA) bestaat sinds 2002 als een samenwerking van cultuurhistorische organisaties. Sinds 2013 is het samenwerkingsverband omgezet in de Stichting Erfgoed Platform Apeldoorn.

### In boekvorm
- Tjalie Robinson de stem van Indisch Nederland. Redactie met Bert Paasman, Wilma Scheffers, Edy Seriese en Peter van Zonneveld. Den Haag: Stichting Tong Tong 1994.
- Wandelaar onder de palmen. Opstellen over koloniale en postkoloniale literatuur en cultuur opgedragen aan Bert Paasman. Redactie met Michiel van Kempen en Piet Verkruijsse. Leiden: KITLV Uitgeverij 2004. De Boekerij ‘Oost en West.
- Linggadjati, brug naar de toekomst. Soetan Sjahrir als een van de grondleggers van het vrije Indonesië. (Met Frederik Erens.). Amsterdam: KIT Publishers 2009.
- In Nepveu’s dreven. Een vriendenboek bij gelegenheid van de 80ste verjaardag van Bert Paasman 26 februari 2019. Eindredactie met Michiel van Kempen. Amsterdam/Haarlem 2019.
- Deventerstraat > Apeldoorn. Tussen Hoofdstraat en Stationsstraat. (Met Dick Overduin en Yvonne de Vries.) [Apeldoorn:] Vereniging Oud Apeldoorn 2020.

### Keuze uit gepubliceerde artikelen
- (Met M.N.J. Sol), ‘Batavia pronkjuweel in het morgenland.' In: Indische Letteren, 3 (1988), p. 155-182.
- ‘Een verblijfplaats voor onsterfelijken. Een impressie van het culturele en literaire leven op Batavia (1619-1811).’ In: Literatuur. Tijdschrift voor Nederlandse letterkunde, 17 (2000), 3, p. 132-141.
- '"Wat heeft eene Oost-Indische reys niet in?" Kaapse en Bataviase impressies van Pieter van Overstraten.' In: Indische Letteren, 18 (2003), p. 98-109.
- ‘ "Saya terbang ke rumah". Ernst Jansz, een Indische Telemachus.’ In: Indische Letteren, 18 (2003), p. 211-235.
- ‘"Wellustiger plaetse en heb ick op ons reijs noch niet vernomen". Oost-Indische natuurimpressies.’ In: Indische Letteren, 20 (2005), p. 133-146.
- ‘Java in VOC-reisverhalen. Jawa dalam Kisah Perjalanan VOC.’ In: Eliza Gustinelly, Mursidah, Yti-R. Suahardi en Kees Groeneboer (redactie), Tiga Puluh Lima Tahun Studi Belanda di Indonesia. Vijfendertig Jaar Studie Nederlands in Indonesië. Depok: Facultas IlmuPengetahuan Budaya Universitas Indonesia. Depok 2006, p. 102-128.
- ‘Vuurwerk, illuminaties en wijnspuitende fonteinen. VOC feestvreugde in Batavia.' In: Indische Letteren, 22 (2007), p. 80-92.
- ‘Sara en Pieter. Een Bataviase liefdesaffaire.' In: Indische Letteren, 20 (2005), p. 3-13.
- ‘“Een eijlander wt Iava welcks volck is hartneckich en opstinaet”. De Javaan in de VOC-literatuur.' In: Indische Letteren, 24 (2009), nr. 2, p. 52-62. Themanummer Van Inlander tot Indonesiër.
- ‘"Lustwaranden van aanminnelyken zwier". Bataviase thuynen.' In: Cascade. Bulletin voor tuinhistorie, 19 (2010), 1, p. 23-34.
- ‘Jong zijn in VOC-Batavia. Anak muda masa VOC di Batavia’. In: Achmad Sunjaydi, Christina Suprihatin en Kees Groeneboer (eds.), Empak Puluh Tahun Studi Belanda di Indonesia. Veertig jaar studie Nederlands in Indonesië. Depok: Fakultas Ilmu Pengetahuan Budaya Universitas Indonesia, 2011, p. 443-472.
- ‘Sam Kalff en Thérèse Hoven in de Indische pers.’ In: Geert Onno Prins, Inge Tromp en Peter van Zonneveld (red.), Van felle kritiek tot feuilleton. De Indische pers en de literatuur. Hilversum: Verloren. 2013, p. 27-47.
- Bake, Adriana Johanna. In: Digitaal Vrouwenlexicon van Nederland. [6]
- (Met W. van Wijk), ‘Lolaan 75’. Januari 2019[7].
- 'Apeldoorn bevrijd: 17 april 1945.' Bijlage Ruimte voor Erfgoed, april 2020, nr. 71.[8]
- 'Molly Lamb Bobak (1920-2014).' Bijlage Ruimte voor Erfgoed, april 2020, nr. 71[8].
- 'Apeldoorns Belle Epoque. Magazijn Gebr. Noteboom Hoofdstraat 142.' Bijlage Ruimte voor Erfgoed, december 2020, nr. 80[9].
- ‘Krassende pennen. Kroniek van een schrijvende moeder, dochter en schoonzoon’. In Michiel van Kempen (red.). Het andere postkoloniale oog. Onbekende kanten van de Nederlandse (post)koloniale cultuur en literatuur. Hilversum: Verloren 2020, p. 113-135.